# Densill Theobald
Densill Theobald (Port of Spain, 1982. június 27. –) Trinidad és Tobagó-i válogatott labdarúgó.

## Góljai a Trinidad és Tobagó-i válogatottban
| #  | Dátum            | Ellenfél              | Eredmény | Kiírás                       | Esemény |
| -- | ---------------- | --------------------- | -------- | ---------------------------- | ------- |
| 1. | 2004. június 20. | Dominikai Köztársaság | 4 – 0    | Vb-selejtező                 | 73'     |
| 2. | 2007. január 20. | Kuba                  | 3 – 1    | CONCACAF-aranykupa selejtező | 73'     |